# الاتحاد الديمقراطي البيروي
الاتحاد الديمقراطي البيروفي (بالإسبانية: Unión Democrática Peruana) كان حزبًا سياسيًا في بيرو. تأسس في عام 1942 من قبل جوليو مارسيال روسي كورسي باسم جبهة بيروانيداد للدفاع عن الديمقراطية.